# 萝藦
萝藦（学名：Metaplexis japonica）是萝藦科萝藦属的草质藤本植物。分布于朝鲜、俄罗斯、日本以及中国大陆的东北、甘肃、湖北、河南、华北、陕西、贵州、华东等地，生长于海拔100米至1,100米的地区，多生在河边、林边荒地、山脚或路旁灌木丛中，部分地区人工引种栽培作中草药。花期为7至8月，果期为9至12月。

## 别名
芄兰（诗疏）；藋（《尔雅》）；斫合子（本草纲目拾遗）；省瓢（陆玑《诗疏》）；苦丸（陶弘景）；熏桑、鸡肠（《本草拾遗》）；白环藤、羊婆奶、婆婆针线包（《纲目》、河北）；婆婆针扎儿《救荒本草》）；婆婆针袋儿（《袖珍方》）；羊婆奶、奶浆草（《民间常用草药汇编》）；羊角、天浆壳、蔓藤草、奶合藤、土古藤、浆罐头、奶浆藤（华北）；斑风藤（湖南）；老鸹瓢（辽宁）；哈喇瓢、鹤光飘（东北）；洋飘飘（江苏）；天将果、千层须、飞来鹤、乳浆藤、鹤瓢棵、野蕻菜、赖瓜瓢、老人瓢（华东）、头羊角菜、羊奶科、合钵儿、细丝藤、野隔山消、小隔大撬、老婆筋、天鹅绒、小青布、大洋泡奶、刀口药。

## 延伸阅读
[在维基数据编辑]
 《欽定古今圖書集成·博物彙編·草木典·芄蘭部》，出自陈梦雷《古今圖書集成》
 《植物名實圖考·蘿藦》，出自吳其濬《植物名實圖考》

## 外部連結
- 蘿藦 Luomo 藥用植物圖像資料庫 (香港浸會大學中醫藥學院) （繁體中文）（英文）